# Мамедов, Хагани Сеййад оглы
Хагани Сеййяд оглы Мамедов (азерб. Məmmədov Xəqani Səyyad oğlu; род. 1976) — судья Верховного суда Азербайджана.

## Биография
Родился в 1976 году. В 1997 году окончил Анкарский университет, факультет политических наук. В 1999 году получил степень магистра по специальности «Мировые политические процессы и теория международных связей» Бакинского института социального управления и политологии.
В 2004 году окончил Бакинский государственный университет, юридический факультет.
С 1998 по 199 год являлся главой пресс-службы Конституционного суда Азербайджана.
С 2000 по 2008 год являлся начальником сектора контроля за исполнением судебных решений Конституционного суда Азербайджана.
С 2008 по 2010 год являлся судьёй Ясамальского районного суда г. Баку.
С 2010 по 2013 год являлся судьёй Бакинского Апелляционного суда.
Судья Верховного суда Азербайджана (с 6 августа 2013).
Председатель Административной коллегии Верховного суда Азербайджана (с 6 мая 2020).

## Награды
- Орден «За службу Отечеству» III степени (11 февраля 2023) — за плодотворную деятельность в судебных органах[3]